# Рудаков, Леонид Иванович
Леонид Иванович Рудаков (3 мая 1933 года, Москва) — российский учёный в области физики плазмы, дважды лауреат Государственной премии СССР (1981, 1987).

## Биография
Родился 3 мая 1933 г. в Москве.
Окончил МИФИ (1955).
Работал в ЛИПАН (позже — ИАЭ, «Курчатовский институт»): старший лаборант, младший и старший научный сотрудник. В 1961 г. защитил кандидатскую диссертацию «Кинетика неоднородной плазмы в сильных магнитных полях».
С 1961 г. — в лаборатории Евгения Константиновича Завойского (магнитно-звуковой резонанс и турбулентноый нагрев плазмы). В 1965 г. защитил докторскую диссертацию:
- Вопросы теории турбулентности плазмы : диссертация … доктора физико-математических наук : 01.00.00. — Москва, 1965. — 105 с. : ил.

В дальнейшем — зав. лабораторией, и. о.начальника и начальник отдела, последняя должность — директор отделения прикладной физики Института ядерного синтеза ИАЭ.
По совместительству с 1967 г. профессор кафедры физики и химии плазмы МФТИ.

## Награды и премии
- Государственная премия СССР 1981 года — за цикл работ по разработке научно-технических основ и созданию мощных импульсных электронных ускорителей с водяной изоляцией.
- Государственная премия СССР 1987 года — за цикл работ "Основы нелинейной динамики высокочастотных волновых процессов в полностью ионизованной плазме", опубликованных в 1958—1985 годах.
- Орден Трудового Красного Знамени.

## Сочинения
- Генерация и фокусировка сильноточных релятивистских электронных пучков / Л. И. Рудаков. М.: Энергоатомиздат, 1990. — 279 с.
- Физика плазмы : (Коллективные процессы в плазме и турбулентный нагрев) / Е. К. Завойский, акад., Л. И. Рудаков, д-р физ.-мат. наук. — Москва : Знание, 1967. — 32 с. : черт.; 21 см. — (Новое в жизни, науке, технике. 9 серия. Физика. Астрономия; 12).

Семья: жена, сын (1966).